# ドラえもん のび太とアニマル惑星
- ドラえもん > 大長編ドラえもん > ドラえもん のび太とアニマル惑星
- ドラえもん > ドラえもんの派生作品 > ドラえもん (1979年のテレビアニメ)  > ドラえもん映画作品 > ドラえもん のび太とアニマル惑星

『ドラえもん のび太とアニマル惑星』（ドラえもん のびたとアニマルプラネット）は、藤子・F・不二雄によって執筆され、月刊コロコロコミック1989年10月号から1990年3月号に掲載された大長編ドラえもんシリーズの作品。および、この作品を元に1990年3月10日に公開されたドラえもん映画作品。大長編シリーズ第10作、映画シリーズ第11作。
第8回ゴールデングロス賞優秀銀賞受賞。同時上映は『チンプイ エリさま活動大写真』。主催サードステージ、鴻上尚史脚本・演出により舞台化され、2008年夏に初演。2017年春には再演されている。

## 概要
本作は平穏に暮らす動物たちの惑星「アニマル星」を侵略しにやってきた地球人型宇宙人「ニムゲ」による秘密犯罪結社「ニムゲ同盟」と、ドラえもん、のび太ら5人の戦いを描いた作品。「ニムゲ」は人間そのものであり、自然環境を破壊し野生動物の生態を脅かす人間社会を痛烈に批判している。本作の敵組織「ニムゲ同盟」は映画版では「秘密結社コックローチ団（Cockroach =ゴキブリを意味する英単語）」と呼ばれており、強い否定的イメージが暗に植えつけられている。これに対し、舞台となるアニマル星は自然破壊の反面教師として徹底的な環境保護が実現されており、エコロジーの面では理想的な世界として描かれている。各種の動物が擬人化した世界観を生かし、「迷子の仔猫を助ける犬のおまわりさん」や「黒ヤギさんからの手紙を読まずに食べてしまった白ヤギさん」といった有名な童謡になぞらえた場面が登場する。また、ドラえもん、のび太ら5人がアニマル星の滞在時には、「動物ごっこぼうし」を被っており、そのなかで、ドラえもんは、ネコ耳をかぶっている。そのため、本作にて、本来の耳付きドラえもんが復活している。
普段ツキがないことが多いのび太が、このことを象徴するある道具を使用する。そして、のび太単独で「ニムゲ」に乗り込んで、活躍することが結末のカギの一つとなる。さらに中盤では度重なる不可解な出来事によって、いつもならばのび太と共に仲間を引っ張るジャイアンが弱気になったり、いつもタヌキと間違われて憤慨するドラえもんだが、アニマル星の住民である本物のタヌキから逆に怒られ、その後にも度々「タヌキさん……いや、ネコさん」と慌てて訂正されて、ドラえもんが「タヌキさんでもどっちでもいいですよ」と言って折れるという珍しいケースもある。
映画シリーズの中では、シリアスなテーマ性、およびメッセージ性（特に環境問題など人類文明への警鐘）を抱えた作品であり、冒頭、裏山のゴルフ場建設計画に反対する町内会の一員、のび太のママが環境問題についてドラえもんとのび太に説教する場面などが随所に挿入されている。ゴルフ場建設に関しては、当時のバブル景気の世相を反映している。このように環境問題へのメッセージ性が強い作品であり、作者自身もフィルムコミックスのあとがきで「（環境問題の扱いが）少し露骨だったかもしれない」と述べている。
原作ではドラえもんたち5人はアニマル星の住民にとっては地球から来た異星人という位置づけである。彼らが異星人であることはアニマル星の皆が知っており、戦いのあとに5人に感謝して国民の祝日に定め、その盛大な祝賀会も行われ、別れもそこで行われ完全に英雄扱いだった。それに対し、映画では5人の正体は犬の少年チッポしか知っておらず、また別れも辛くなるからとこっそり行い、チッポだけが自転車で見送りに来るという形で、5人はあくまで一市民という扱いだった。また、出木杉の登場場面はすべてカットされた。終盤での展開も原作ではあっさりと流されたのに対して映画では大幅に追加され、かなり深く踏み込んだものとなり、ゴルフ場建設計画も中止となっている。
本作の主題歌は本作公開から5年前の『ドラえもん のび太の宇宙小戦争』に引き続き、武田鉄矢が務める。

## あらすじ
ある夜、のび太は謎のピンクのもやの中を歩いていた。出口を抜けると見知らぬ森に迷い込む。そこで動物たちが二足歩行で動き、人間の言葉を話す光景を目の当たりにする。翌日、のび太はその体験をドラえもんや同級生に話すが、ジャイアンとスネ夫はもちろんドラえもんにも馬鹿にされるだけだった。しかし、動物たちが持っていたホタルを入れていた花（ホタルブクロに似ている）が部屋の前に落ちていたことを知り、昨夜のことは夢ではなく現実だったのではないか…とのび太は推測する。そんな中、ママの話からのび太たちの学校の裏山がゴルフ場建設のために切り崩されてしまうという計画があることを知る。
その夜、寝ぼけたのび太は、再び部屋の前に現れたピンクのもやの中に入りかけたところで目が覚め、あの世界は夢ではなかったと確信する。後を追ってきたドラえもんと共にもやの向こう側を探索する中で、2人はチッポという犬の少年が溺れていたところを助け、彼の家で歓待を受ける。その後、再び遊びに来ることを約束して帰途に着いた。道中で2人は地球のものより遥かに巨大な月を目の当たりにする。ここはアニマル星であった。
翌日、裏山を開発しようとする業者らが下見に訪れる。ドラえもんがひみつ道具で追い払ったものの、これくらいであきらめるとは思えず、安心はできない。頭を悩ませていると、2人は裏山の中でまたピンクのもやを見つけた。しずかも誘い、再びアニマル星へと出向く。ところがアニマル星の町には人っ子ひとり見当たらない。探し回る中で3人は、この星の環境保全技術がとてつもなく高い事を知る。やがて夜になり、3人は途方に暮れた。
すると突然丘の上から鐘が響きわたる。町中の明かりが点き、アニマル星の住人が一斉に現れた。この日はアニマル星の正月であり、人々はしきたりに従って家に籠っていたのだ。チッポの一家と出会うと、彼はこの星に伝わる神話を教えてくれた。アニマル星人の先祖は月でニムゲという悪魔に虐げられていたが、それを哀れんだ神が「星の船」でこの星に降り立ち、「光の階段」で彼らの先祖のみをこの星へと導いたという。チッポは神話に出てくる「星の船」と「光の階段」の在処が書かれた古文書を偶然手に入れており、その真相を確かめようと計画していた。この二つはのび太たちと初めて出会った禁断の森にあるとされており、チッポはあの夜もそのために行動していたのだった。
一方、のび太たちの後を追ってきたジャイアンとスネ夫は禁断の森を夜まで彷徨った末に、もやを発生させていた装置を見つける。適当に弄るともやが勢いよく噴き出した。しかしくぐり向けると、2人は見渡す限り荒れ果てた世界に辿り着いてしまう。やがてアニマル星に戻って来た2人だったが、何者かが後を付いて来ていた。2人は恐れ慄いて逃げ出し、川に落ちた末にゴリラの船長ら住人に保護される。ドラえもんらと再会した安心感から2日間寝込んだ2人を加え、一行は改めてチッポの探検計画に乗ったものの、出発直後に彼の両親と鉢合わせてしまい、チッポの従姉妹で大の仲良しのロミが遊びに来たこともあって結局探検は流れた。一旦地球に帰る事にした一行は、いつもとはまるで別人のように臆病な言動のジャイアンに手を焼きつつもやの場所に戻るが、そこでドラえもんはもやの正体が発売中止になった22世紀の道具どこでもガスと同じものである事に気付く。それを聞いたしずかはこのガスこそが「光の階段」であり、神の正体は動物たちを進化させた科学者だったのではと推測する。そしてガスは今、月にある荒れ果てた世界に繋がっていた。ドラえもんは何とか機械のダイヤルを戻すが、一行が地球に戻ると同時にもやは消えてしまった。もう二度とアニマル星には行けなくなり、一行はあの星は思い出として心にしまっておく事にした。
数日後、ママから環境問題についての講釈を受けたのび太とドラえもんは、アニマル星がいかに理想郷だったかと思いを馳せる。それから間もなく、部屋のどこからかチッポの声がかすかに響く。それは探検グッズとしてチッポに渡していた糸なし糸電話型トランシーバーからであり、アニマル星が月の悪魔ニムゲに攻撃を受けていると救援を求めていたのだ。助けに行こうにも移動手段が無いと途方に暮れるも、のび太が最初に持ち帰った花を宇宙救命ボートにセットする事で何とかアニマル星に到達する。怯えていたジャイアンも、友達の危機にすっかり奮起していた。
美しかったアニマル惑星は爆撃に晒されて無残な有様と化し、星中の動物たちが姿を消してしまっていた。捜索の末にチッポと再会した一行だが、ロミがニムゲに攫われたことが判明し、助けようと先走ったことで宇宙救命ボートを川に沈めてしまった。その直後、難を逃れた動物たちが禁断の森に隠れている事を知り、合流する。チッポの両親は無事だったが、チッポはロミを助けにニムゲの本拠地である月こと地獄星へ行くと言い出す。「光の階段」と同じく「星の船」も実在する可能性に賭け、とっておきの道具ツキの月で3時間だけツキまくる人間になったのび太によって星の船である小型宇宙船の発見に成功する。しかし星の船はのび太ひとりを乗せて地獄星へと飛び出してしまうのだった。
地獄星に辿り着いたのび太は、探索する中でニムゲの正体が人間であるのを目の当たりにする。地獄星は大昔の環境破壊や核戦争で荒廃し、人々は1000年を経た今も尚、地下に潜って過酷な生活を強いられていた。それがスネ夫とジャイアンが動かしたガスによってアニマル星の現状を知り、緑豊かな大地を奪うべく侵攻を開始したのだった。のび太はニムゲに変装してアジトに潜入し、別のスパイも同時に潜入していた事などの「ツキ」によってロミの救出に成功し地獄星を脱出。ツキの月の効き目が切れると同時に仲間の元へと帰還する。
ニムゲの襲撃に備え、アニマル星の動物たちは初めて戦う事を決意。一行も武器を量産して協力する。翌日、ニムゲは総攻撃に乗り出すが、動物たちの奮戦によって一進一退の攻防が続く。やがてニムゲの援軍らしき宇宙船の群れが現れる。万事休すと思われたが、それは侵略していたニムゲを攻撃し始めたのだ。のび太の前に地獄星で会ったスパイが降りてくる。彼らはこの侵略行為を行った秘密結社コックローチ団を捕まえるべくやってきた連邦警察だった。コックローチ団は一網打尽にされ、連邦警察はアニマル星の人々に謝罪し、地獄星も人間と動物が共存できる星にしてみせると告げて去って行った。
宇宙救命ボートが川に沈み、地球に帰る手段は無くなったと思われたがボートはゴリラ船長に引き上げていた。自転車で駆け付けたチッポに見送られ、一行を乗せた宇宙救命ボートは地球に向けて飛び立っていった。

## 舞台
アニマル星
月に住む人間たちの迫害から逃れ、人間と同等の進化を遂げた様々な種類の動物たちが平和に暮らす星。住民である動物は温和な人柄であり、街でも事件らしい事件もほぼ起きず平和な日常が保たれている。
彼らの先祖である動物たちをこの星に導いた人間の科学者の発明によって発展した科学文明が栄えており、太陽光や風力などのクリーンエネルギーによる発電技術や、光、水、空気から合成食物を製造する技術、高度な汚水処理装置など、高度な科学文明と完全な形での環境保全が両立している。
科学者が先祖を進化させてこの星へ移住させた顛末は神話として語り継がれており、高度な科学文明を持つ一方で住民の信仰心は篤い。住民はこの神話を真実であると信じており、この星が平和主義で環境保護が徹底されているのはその影響が大きい。正月には全市民が必ず参加する行事（神事）が執り行われている。
科学技術は20世紀末の地球を遥かに上回り、環境設備に関してはドラえもんに「22世紀の地球以上」と言しめる程だが、その反面、創世神話の経典によって兵器開発や宇宙船の開発も禁じられているため、戦争経験はおろか兵器・軍隊自体が存在せず、宇宙進出も果たしていない。また、国という概念も存在しない。

地獄星
アニマル星との二重惑星で、アニマル星のすぐそばにある星。動物たちの先祖が住んでいた星であり、「月」と呼んでいる。
かつて地球人型宇宙人「ニムゲ」による文明世界が栄えていたが、環境問題、核戦争、自然災害などですっかり荒廃しきってしまい、星の地下にてわずかに生き残った者達の暮らしぶりは、石器時代の生活水準にまで衰退している。宇宙船を始めとする機械の部品すらも自分達で造れなくなってしまったために、古代のスクラップ置き場のガラクタから、リサイクルする形で日用品や武器、宇宙船を製作している。過去の過ちを省み、1000年の時を経て現在では文明再建の目処が立つところまでこぎつけたが、「宇宙は人間のために存在する」と考える一部の過激派達が秘密犯罪結社「ニムゲ同盟」を結成した。
水や空気が汚染されているため、ここで暮らす者は常に防護服をまとっているが、防護服はショックガンによる攻撃を無力化する等、電気耐性に優れている。
「ニムゲ同盟」の他に、二ムゲ同盟を取り締まる「連邦警察」も存在する。

## 用語
光の階段 と 星の船
アニマル星の創世神話に登場する二つの道具。1000年前、悪魔たちに虐げられる動物たちを救うため、星の船に乗ってこの星を訪れた神がその環境を動物たちが住みやすいように造り変え、二つの星の間に光の階段をかけ、悪魔たちを眠らせて動物たちを避難させた。そして神は二つの道具を禁断の森の奥深く埋めたとされる。チッポは古文書を手がかりにそれらを探そうとしている。
実は、ドラえもんたちがアニマル星を訪れるために使った、ピンクのもやを発生させた装置こそが光の階段の正体だった。星の船は文字通り五芒星の形をした小型宇宙船で、のび太が地獄星に行くために発掘、使用した。
この他に神話の道具には「ねむりの笛」（悪魔たちを眠らせた）、「お守り」（動物たちが眠らないよう持たせた。今でもそれを模した物を年末年始家に飾る）、「チエの実」（動物たちに神が与えた果実。今でもそれを模した菓子を正月に食べる）が語られているが、映画版では登場しない（映画版を原作としたゲーム『ドラえもん2 アニマル惑星伝説』には、「ねむりの笛」も登場する）。
ホタルブクロ(仮称)
アニマル星にしか存在しない植物であるが、正式な名称は不明である（地球のホタルブクロに似ていることが仮称の由来）。「どこでもガス」が再起不能となり、ドラえもん達のアニマル星への移動が絶望的になった中、当星の手がかりとして一役買っている。
ニムゲ
地獄星に住む地球人型宇宙人。アニマル星を侵略しようとするニムゲの一団は、他のニムゲから「ニムゲ同盟」（コックローチ団）と呼ばれている。なお原作では、「ニムゲ」はアニマル星を侵略しようとする地球人型宇宙人のみを指している。映画においても「ニムゲ」とはあくまでアニマル星側からの呼称であり、彼ら自身は人間を名乗っている。ニムゲ同盟、連邦警察共に登場したのは全員男性であり、女性のニムゲは作中では確認されない。
映画では「ニムゲ同盟」の呼称が「秘密結社コックローチ団」となっているほか、ニムゲの防護服のデザインと色も相違がある。（口の部分にガスマスクのようなものがつけられているなど）

## 声の出演
- ドラえもん - 大山のぶ代
- のび太 - 小原乃梨子
- しずか - 野村道子
- ジャイアン - たてかべ和也
- スネ夫 - 肝付兼太
- のび太のママ - 千々松幸子

## ゲストキャラクター

### アニマル星
チッポ
声 - 田中真弓
好奇心あふれる犬の少年。アニマル星に伝わる神話に興味を持ち、真偽を探るために無鉄砲な行動を起こしては、たびたび父親に叱られる。そして、その無茶な行動の中でドラえもんたちと知り合う事になる。苗字はワンゲルだが、コロコロコミック連載時には「犬山」となっていた（コミックス版で修正）。
映画では、動物たちの中で唯一、ドラえもん達が異星人であることに気づいていた（最初からわかっていたらしい）が、友達になりたかった、という理由で、しばらく黙っていた。
チッポのパパ
声 - キートン山田
町内唯一の警察官。無茶なことばかりする息子に気苦労が絶えない。平和なアニマル星では大した事件は起きないものの、町のトラブルに真摯に対処しており、住民からの信頼は厚い。二ムゲの襲撃の際、左手を負傷する。
チッポのママ
声 - 佐々木るん
チッポの母。専業主婦。
ロミ
声 - 西原久美子
チッポの従姉妹。コックローチ団に連れ去られ、人質にとられるが、「ツキの月」を飲み、星の船に乗って潜入したのび太によって救出された。
ウータン
声 - 川久保潔
町長であるオランウータン。敬虔なアニマル星の神の教徒で、ニムゲとの決戦前夜に神への祈りを続けた。
ゴリ郎の父
声 - 広瀬正志
ゴリラの船長。近眼のためか、ジャイアンのことを何度も自分の息子と間違えていた。原作では太っていたが、映画ではガッシリとした体格になっている。
ゴリ郎
声 - 峰あつ子
上記の船長の息子。ジャイアンによく似た顔をしている。
ペリカン
声 - 茶風林
郵便配達員。
白ヤギ
声 - 依田英助
アニマル惑星の住人。黒ヤギから来た手紙を読まずに食べてしまい、「さっきの手紙の用事は何か」と手紙で聞くはめになった（童謡「山羊さんゆうびん」を元にしたもの）。
ブタの少年
声 - 松岡洋子
チッポの友達。チッポの探検隊のメンバーだったが、禁断の森でチッポの父に見つかったことで怖気づいてしまい、探検隊を抜ける。
ヒツジの医者
声 - 田中亮一
カラス
声 - 龍田直樹
ウマ
声 - 菅原正志
タヌキ
アニマル惑星の住人。最初は、ドラえもんがタヌキと呼び間違えられ、怒っている際、横にいたタヌキが「タヌキといわれてそんなに腹が立つか」と文句を言ったことでドラえもんは必死に弁明する羽目に。その後も、ゴリ郎の父からタヌキをドラえもんと間違われる場面があった。

### ニムゲ

#### 連邦警察
警察隊長
声 - 加藤正之
連邦警察の隊長。スパイからの報告でコックローチ団がアニマル星への侵略を目論んでいる事を知る。後にアニマル星で戦闘が発生した際に、大部隊を率いてコックローチ団の逮捕の指揮を執った。
スパイ
声 - 平野正人
連邦警察の捜査員。コックローチ団の構成員に変装し、潜入捜査をしていた。偶然、同じく潜入していたのび太と知り合い（「ツキの月」の効果でのび太が回避した災難を肩代わりする形で潜入が発覚、コックローチ団の注意を引きつける破目になるが無事脱出した）、後にアニマル星でコックローチ団の逮捕に向かった際に、連邦警察の一員として再会した。

#### コックローチ団
ニムゲ総長
声 - 森功至
ニムゲの一団、秘密結社「ニムゲ同盟」の指導者。各組長を配下に置く。原作で顔は明かされないが、映画での素顔は若い美青年。
さらに連邦警察隊員にマスクを外すよう頼み、自らの口でアニマル星の空気を吸った際には「素晴らしい空気だ」と評した。
ゲーム『ドラえもん2 アニマル惑星伝説』ではアニマル星に侵略したのは、傲慢な先祖のツケを払わされる形で子孫の自分達が惨めな生活を強いられている理不尽に耐えられなかったからとしており、ドラえもん一行も一定の理解を示し、アニマル星との対談の場を設けている。それによって改心し、自分達の星を再び緑溢れる星にする事を約束すると共に、侵略ロボットを環境改善や街の再建用に作り直してアニマル星に提供する形で償いも行った。
ニムゲ組長
声 - 小杉十郎太
ニムゲ同盟の一グループを率いる組長。平の団員と違いマントをしているのが特徴。
ニムゲ団員
声 - 西尾徳
のび太が地獄星で最初に接触したニムゲ。ツキの月の効果なのか、転んで気絶してしまい、その隙にのび太に防護服を奪われるが、後に目を覚ましてスパイが潜入している事を組長に報告した。素顔は髭面の男。

### その他
住民
声 - 松原雅子、坂東尚樹
学校の裏山近くに住む住民。のび太のママと共に、裏山へのゴルフ場開発に異議を示していた。
不動産屋
声 - 渡部猛
社長
声 - 加藤治
裏山をゴルフ場にしようと考える悪徳社長。毛虫が苦手。

## スタッフ
| 制作総指揮・原作・脚本         | 藤子・F・不二雄 |
| 作画監督                       | 富永貞義 |
| 作画監督補佐                   | 渡辺歩 |
| 美術設定                       | 川本征平 |
| 美術監督                       | 高野正道 |
| 録音監督                       | 浦上靖夫 |
| 音楽                           | 菊池俊輔 |
| 効果                           | 柏原満 |
| 撮影監督                       | 斎藤秋男 |
| 特殊撮影                       | 渡辺由利夫 |
| 監修                           | 楠部大吉郎 |
| プロデューサー                 | 別紙壮一 小泉美明 山田俊秀 加藤守啓 |
| 監督                           | 芝山努 |
| 演出助手                       | 塚田庄英 平井峰太郎 |
| 動画チェック                   | 内藤真一 間々田益男 原鐵夫 |
| 色設計                         | 野中幸子 |
| 仕上監査                       | 代田千秋 枝光敦子 |
| 特殊効果                       | 土井通明 |
| 録音スタジオ                   | エーピーユースタジオ |
| 整音                           | 大城久典 内山敬章 程原浩美 |
| 音響制作                       | オーディオ・プランニング・ユー |
| デスク                         | 石井睦子 |
|                                | ドルビーステレオ 一部上映館を除く |
| ドルビーステレオコンサルタント | 森幹生 極東コンチネンタル株 |
| 原画                           | 飯山嘉昌 神村幸子 斉藤文康 杉野左秩子 木上益治 東海林真一 小泉謙三 池ノ谷安夫 窪田正史 木村陽子 西村博之 海谷敏久 柳田義明 湯浅政明 飯口悦子 |
| 動画                           | 小林正義 山下真樹子 中川政浩 家野尚代 中村久子 大東郁子 金子道子 内原弘美 新垣重文 津野田和江 渡辺真三子 伊藤武 山田智子 細木隆浩 福尾竜也 根本直樹 高木美恵子 野口陽子 窪田真子 馬渡久史 手島勇人 寺村秀二 近橋伸隆 横町ひろ江 小山和弘 甲田伸一 大籠之仁 椛島広之 平田美奈子 星勲 植木保光 舘野裕二 大塚享 新井達郎 村上晴美 大西慎二 藤井一               |
| 仕上                           | 八田陽子 土屋透治 本田恵美子 坂庭剛 富山正大 松尾朱美 伊延恭子 笛吹康二 山本和美 佐藤知子 中西恵子 高嶋浩二 亀井ひふみ 赤堀久美子 北岡なな子 鈴木知江美 辻活子 鈴木安子 市川可奈子 増田由紀子 松田文子 永井英子 河野文子 米山理恵 福永淑子 四方田緑 小田桐しず 斉藤裕子 阿部幸子 松本昌絵 小林あや子 山田伸 小野寺秀子 小林とみ子 伊藤弥生 吉野明子 直井マヤ |
| 背景                           | 浜名お考 茂呂孝志 川口正明 青山礼子 伊藤攻洋 徳重賢 笠原淳二 丸山美智子 |
| 撮影                           | 高橋秀子 市川智 田中伸二 石井ゆり子 土岐洋司 小林慎吾 |
| コンピューター グラフィック    | 亀谷久 水端聡 渡辺三千成 |
| エリ合成                       | 古林一太 末弘孝史 |
| 編集                           | 井上和夫 渡瀬祐子 小原明子 薩川昭夫 植竹正幸 井上潔 前田恵 |
| タイトル                       | 道川昭 |
| 現像                           | 東京現像所 |
| 連載                           | 小学館の学習雑誌 マミィ ベビーブック めばえ よいこ 幼稚園 学習幼稚園 小学一年生 小学二年生 小学三年生 小学四年生 小学五年生 小学六年生 てれびくん コロコロコミック 別冊コロコロコミック |
| 協力                           | オーディオ・プランニング・ユー アトリエ・ローク 旭プロダクション トミ・プロダクション 亜細亜堂 あにまる屋 スタジオ・メイツ スタジオ古留美 スタジオ九魔 スタジオ・ディーン スタジオ・ヴィクトリー スタジオ・えっぐ スタジオ・タージ 京都アニメーション 井上編集室                                                                                             |
| 文芸                           | 滝原弥生 |
| 制作事務                       | 古井俊和 大神田富美 |
| 制作進行                       | 中村守 和田泰 星野匡章 |
| 制作デスク                     | 市川芳彦 |
| 制作協力                       | 藤子プロ ASATSU |
| 制作                           | シンエイ動画 小学館 テレビ朝日 |
|                                | ©藤子・小学館 テレビ朝日 1990 |

## 主題歌
オープニングテーマ「ドラえもんのうた」
作詞 - 楠部工 / 作曲 - 菊池俊輔 / 唄 - 山野さと子（コロムビアレコード）
エンディングテーマ「天までとどけ」
作詞 - 武田鉄矢 / 作曲 - 堀内孝雄 / 編曲 - 原田末秋 / 唄 - 武田鉄矢（ポリドールレコード）

## 舞台版

### 初演
主催サードステージ、国際児童・青少年演劇フェスティバルおきなわの企画にて実現。脚本・演出を鴻上尚史が担当。2008年7月 - 9月公演。
スタッフ
- 原作：藤子・F・不二雄　「大長編　のび太とアニマル惑星」
- 脚本・演出：鴻上尚史
- 作詞・音楽プロデュース：森雪之丞
- 協力：藤子プロ・小学館・テレビ朝日・シンエイ・ADK・小学館プロダクション
- 企画製作：国際児童・青少年演劇フェスティバルおきなわ/サードステージ

キャスト
- のび太 - 坂本真
- しずか - すほうれいこ
- ジャイアン - 脇知弘
- スネ夫 - 小林顕作
- ドラえもん - 声・水田わさび
- チッポ - 板垣桃子
- チッポのパパ - 平野勲人
- のび太のママ - 澤田育子
- アニマル星の住人 - 藤榮史哉

劇場
- 沖縄市民会館大ホール：7月19日 - 21日
- 熊本県立劇場：7月30日
- 北九州芸術劇場：8月2日 - 3日
- 神戸国際会館：8月16日
- 愛知厚生年金会館：8月21日
- 富山県民会館：8月30日 - 31日
- 東京芸術劇場中ホール：9月4日 - 9月14日

### 再演
初演と同じ鴻上尚史の脚本・演出で、9年ぶりに再演。
スタッフ
- 原作：藤子・F・不二雄　「大長編　のび太とアニマル惑星」
- 脚本・演出：鴻上尚史
- 作詞・音楽プロデュース：森雪之丞

キャスト
- のび太 - 小越勇輝
- しずか - 樋口日奈（当時乃木坂46）
- ジャイアン - 皇希
- スネ夫 - 陳内将
- ドラえもん - 声・水田わさび
- チッポ - 佃井皆美
- チッポのパパ - 嶋村太一
- のび太のママ - 澤田育子

劇場
- 池袋・サンシャイン劇場：2017年3月26日 - 4月2日
- 福岡・キャナルシティ劇場：7日 - 9日
- 愛知・刈谷市総合文化センター：14日 - 16日
- 宮城・多賀城市民会館：21日 - 23日
- 大阪・森ノ宮ピロティホール：29日 - 30日